# Flavius Appalius Illus Trocundes
 (juin 2016).
Flavius Apallius Illus Trocundes (fl. 482-483) est un homme politique de la Rome antique.

## Biographie
Il est consul pour l'Orient en 482. 
Parmi ses deux frères, Illus  (? - 488) est un général byzantin, avec lequel il assiège Zénon à Sbidé pour le compte de Basiliscus. Ensemble, ils quittent Basiliscus et accompagnent Zénon lors de son retour à Constantinople à la fin d'août 476.